# Fritz Mihály
Fritz Mihály (Marosvásárhely, 1947. február 18. –) magyar szobrász és éremművész.

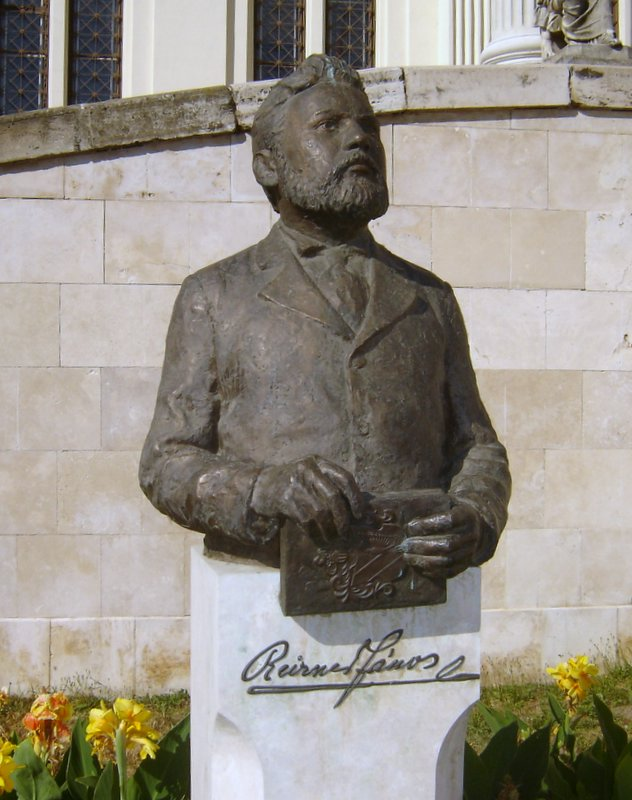
Reizner János mellszobra, 1997

Felesége Fűz Veronika szobrász-éremművész.

## Tanulmányai
- 1961 – 1965 Tömörkény István Gimnázium és Művészeti Szakközépiskola, Szeged
- 1965 – 1969 a Magyar Képzőművészeti Főiskola. Mestere: Pátzay Pál.

## Kiállításai

### Csoportos kiállítások (válogatás)
- 1983, 1985, 1991-2001, 2005,2007 Országos Érembiennále, Lábasház, Sopron
- 1983, 1987, 1994, 1996 FIDEM Nemzetközi Éremművészeti Kiállítás
- 1997 Határesetek. Az érem harmadik oldala, Budapest Galéria, Budapest
- 2002 25 éves a Nyíregyháza-Sóstó Nemzetközi Éremművészeti és Kisplasztikai Alkotótelep, Árkád Galéria, Budapest
- 2002 Mesterveretek Szabó Géza ötvösmester műhelyéből, Szegedi vár, Szeged
- 2006 Emlékeink 1956 Budapest, Magyar Képzőművészek és Iparművészek Szövetsége, Székháza, Budapest; Éremművészeti Múzeum, Wrocław

### Egyéni kiállításai (válogatás)
- 1997 Móra Ferenc Múzeum, Szeged (Kalmár Mártonnal)
- 1997 Múzeumi Képtár, Újvidék (Novi Sad, YU)
- 1998 Wile-Korach Gallerey, Ohio (USA)
- 2000 Semmelweis Orvostörténeti Múzeum, Budapest
- 2003 Jelen Ház, Arad (RO)
- 2005 Mednyánszky-terem, Budapest
- 2006 Városház Galéria, Makó

## Díjai, elismerései (válogatás)
- 1981 Szegedi Nyári Tárlat díja
- 1988 World Coin News, Best Crown of the Year (USA)
- 1993 IX. Országos Érembiennále Szabó Géza ötvösmester díja a legjobb vertérem tervezőjének
- 1998 Szegedért emlékérem.
- 1999 Pro Numizmatica
- 2010 Ligeti Erika-díj
- 2022 Magyar Ezüst Érdemkereszt

## Köztéri munkái (válogatás)
- 1971: Majakovszkij, Szeged
- 1972: Tondo, Ópusztaszer
- 1978: Szirmai István, Szeged
- 1979: Rea, Hoyerswerda
- 1984: Testvérek, Szentes

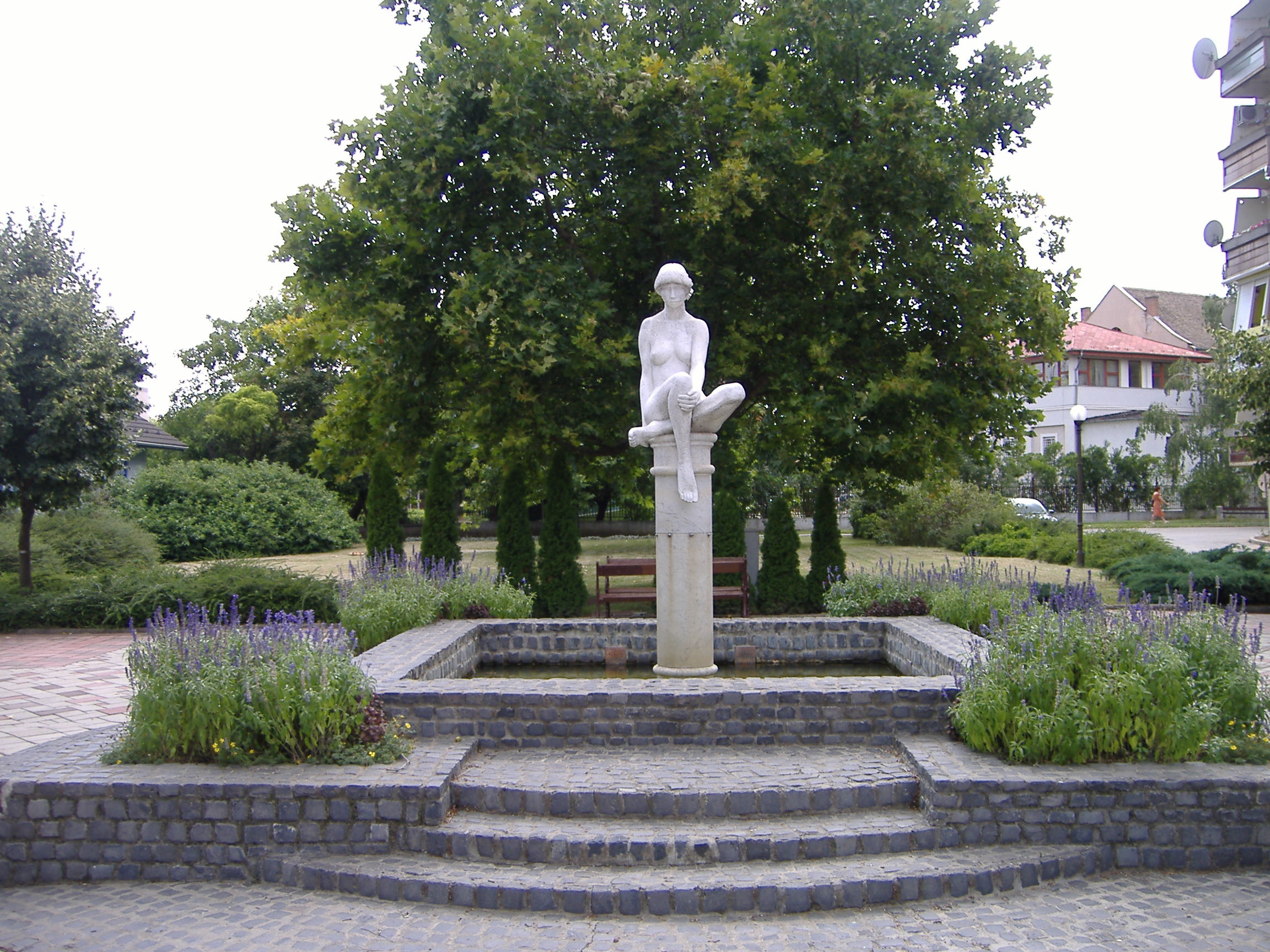
A Múzsák kútja Makón, a Hagymaházzal szemben

- 1986: Bakfark Bálint-dombormű, Oroszlány
- 1988: II. világháborús emlékmű, Mindszent
- 1988: Gyermekek, Hódmezővásárhely
- 1991: Zoltánfy-síremlék, Szeged
- 1997: Reizner János mellszobra, Szeged, a Móra Ferenc Múzeum előtt található
- 2000: Múzsák kútja, Makó, Posta utca

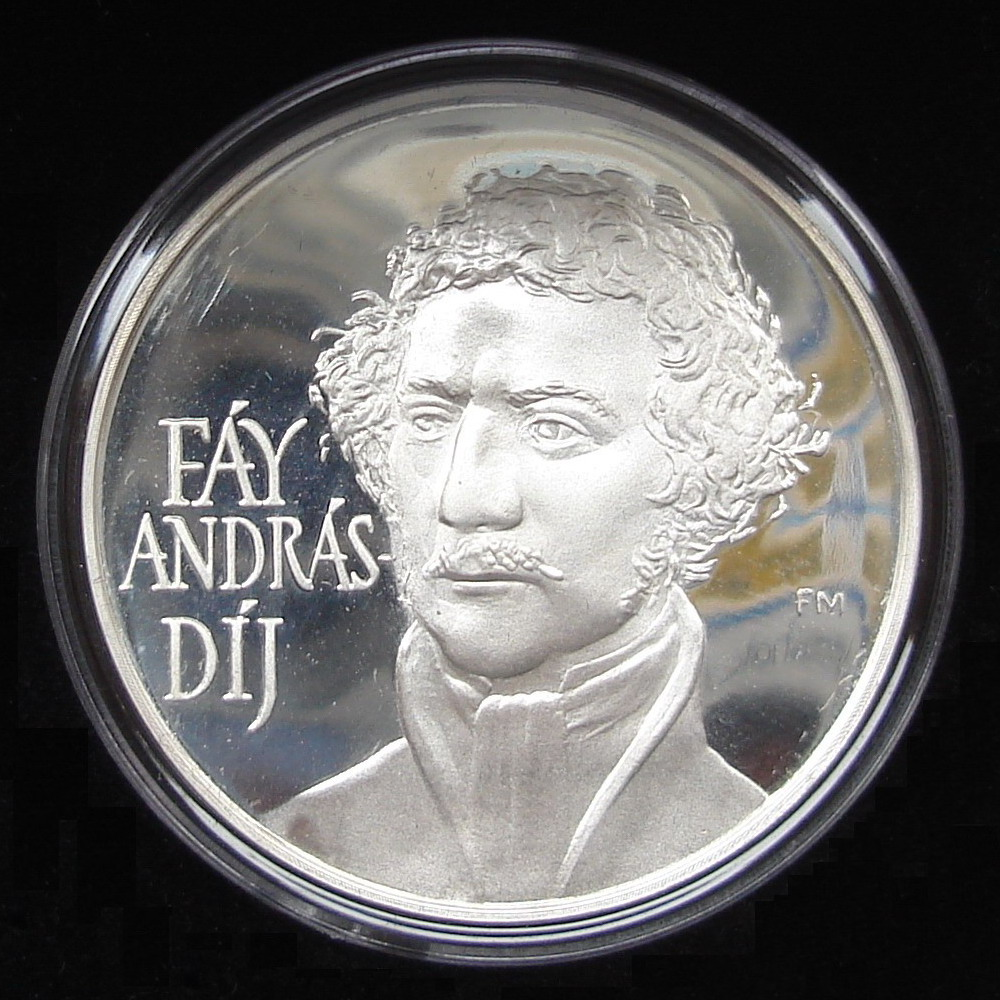
Fáy András-díj

### Érmei, plakettjei (válogatás)
- 1993-1995 Régi dunai hajók, I-III. (érmék, ezüst, vert, kibocsátó: Magyar Nemzeti Bank)
- Fáy András-díj, érem, ezüst, vert
- Pedagógus Szolgálati Emlékérem érem, vert
- Arany Katedra Emlékplakett emlékplakettje
- Gábor Dénes-díj ezüstplakettje

## Kötetei
- Aradi rajzfüzet; Concord Media Jelen, Arad, 2017 (Irodalmi jelen könyvek)